# Kreis Malmedy
| Basisdaten                      | Basisdaten          |
| ------------------------------- | ------------------- |
| Preußische Provinz              | Rheinprovinz        |
| Regierungsbezirk                | Aachen              |
| Verwaltungssitz                 | Malmedy             |
| Fläche                          | 813 km² (1910)      |
| Einwohner                       | 34.768 (1910)       |
| Bevölkerungsdichte              | 43 Einw./km² (1910) |
| Gemeinden                       | 45 (1910)           |
| Bestandszeitraum                | 1816–1921           |
| Lage des Kreises Malmedy (1905) |                     |
|                                 |                     |

Der Kreis Malmedy war ein preußischer Landkreis, der von 1816 bis 1920 in der Rheinprovinz bestand. Der Kreissitz war in Malmedy. Der größte Teil des Kreisgebietes gehört seit 1920 zu Belgien und liegt heute im Bezirk Verviers der Provinz Lüttich. Es gehört zu Ostbelgien.

## Geschichte
Der Kreis Malmedy wurde 1816 im preußischen Regierungsbezirk Aachen gebildet und war in die fünf Bürgermeistereien Bellevaux, Büllingen, Bütgenbach, Malmedy und Weismes gegliedert. Das Gebiet gehörte ursprünglich zum Herzogtum Limburg und wurde infolge des Wiener Kongresses 1815 preußisch. Am 1. Februar 1821 wurde der ebenfalls 1816 gegründete Nachbarkreis Sankt Vith in den Kreis Malmedy eingegliedert, wodurch zehn weitere Bürgermeistereien zum Kreis Malmedy kamen. Mit der Einführung der Gemeindeordnung für die Rheinprovinz von 1845 wurden die meisten Bürgermeistereien des Kreises in Gemeinden untergliedert. Malmedy und Sankt Vith erhielten 1856 die Rheinische Städteordnung. Außerdem wurde im Verlauf des 19. Jahrhunderts die Bürgermeisterei Thommen aufgehoben und die Bürgermeisterei Bevercé neu eingerichtet. Im Kreis Malmedy bestanden zuletzt auf einer Fläche von 813 km² zwei Städte und 43 weitere Gemeinden: Heute noch erinnern die alten Belgisch-Preußischen Grenzsteine an den ehemaligen Verlauf der Grenze.
| Bürgermeisterei | Gemeinden                                                                                       |
| --------------- | ----------------------------------------------------------------------------------------------- |
| Amel            | Amel, Deidenberg, Eibertingen, Heppenbach, Iveldingen, Mirfeld, Möderscheid, Montenau, Schoppen |
| Bellevaux       | Bellevaux                                                                                       |
| Bévercé         | Bürnenville, Geromont, Xhoffraix                                                                |
| Bütgenbach      | Berg, Bütgenbach, Elsenborn, Faymonville, Nidrum, Sourbrodt, Weywertz                           |
| Büllingen       | Büllingen, Honsfeld, Hünningen, Krinkelt, Mürringen, Rocherath, Wirtzfeld                       |
| Krombach        | Krombach                                                                                        |
| Lommersweiler   | Lommersweiler                                                                                   |
| Malmedy         | Malmedy (Stadt)                                                                                 |
| Manderfeld      | Manderfeld                                                                                      |
| Meyerode        | Herresbach, Medell, Meyerode, Valender, Wallerode                                               |
| Recht           | Ligneuville, Recht                                                                              |
| Reuland         | Burg Reuland, Thommen                                                                           |
| Sankt Vith      | Sankt Vith (Stadt)                                                                              |
| Schönberg       | Schönberg                                                                                       |
| Weismes         | Ovifat, Robertville, Weismes                                                                    |

Durch den Friedensvertrag von Versailles fiel zunächst das gesamte Kreisgebiet am 10. Januar 1920 an Belgien und gehörte dort bis 1925 zum provisorischen Verwaltungsbezirk Gouvernement Eupen-Malmedy. In Nachverhandlungen wurden zwischen dem Deutschen Reich und Belgien mehrere Grenzkorrekturen vereinbart. Dadurch kehrten der Ort Losheim und Teile des Ortes Kehr, die zur Gemeinde Manderfeld gehört hatten, am 1. Oktober 1921 ins Deutsche Reich zurück. Losheim wurde zu einer selbständigen Gemeinde im Kreis Schleiden. Der Kreis Malmedy wurde in Belgien zum Ende des Jahres 1921 aufgelöst.
Während der deutschen Besetzung Belgiens im Zweiten Weltkrieg zwischen 1940 und 1944 wurde das 1920 abgetretene Gebiet vom Deutschen Reich annektiert und während dieser Zeit wieder dem Regierungsbezirk Aachen zugewiesen.

## Einwohnerentwicklung

### Kreis
| Jahr | Einwohner |
| ---- | --------- |
| 1825 | 25.423    |
| 1852 | 30.884    |
| 1871 | 30.171    |
| 1880 | 30.974    |
| 1890 | 30.527    |
| 1900 | 31.502    |
| 1910 | 34.768    |

### Gemeinden
Gemeinden des Kreises Malmedy mit mehr als 1000 Einwohnern (Stand 1. Dezember 1910):
| Gemeinde      | Einwohner |
| ------------- | --------- |
| Burg Reuland  | 2.215     |
| Krombach      | 1.598     |
| Lommersweiler | 1.158     |
| Malmedy       | 4.992     |
| Manderfeld    | 1.726     |
| Recht         | 1.429     |
| Sankt Vith    | 2.241     |
| Thommen       | 2.235     |
| Weismes       | 2.260     |

## Landräte
- 1816–1840 Theodor von Negri

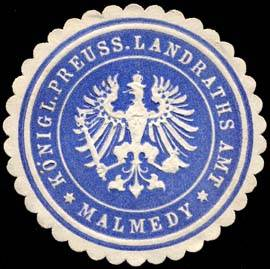
Landratsamt, Siegelmarke

- 1840–1841 Ernst von Frühbuss (auftragsweise)
- 1842–1853 Franz Ludwig Eugen von Montigny
- 1853–1864 Ernst von Frühbuss
- 1864–1865 Heinrich Alfred Reinick (vertretungsweise)
- 1865–1876 Eduard von Broich
- 1876–1883 Bernhard von der Heydt
- 1883–1889 Oswald von Frühbuss
- 1889–1894 Max Wallraf
- 1894–1899 Karl von Pastor
- 1900–1907 Karl Kaufmann
- 1907–1920 Friedrich von Korff
- 1940–1943 Heinz Ehmke
- 1942–1945 Felix Seulen